# Samuel Slovák
Pour l’article homonyme, voir Hillel Slovak.
Samuel Slovák est un footballeur international slovaque né le 17 octobre 1975 à Nitra, devenu entraîneur.

## Carrière joueur
- 1994-1997 : Slovan Bratislava  Slovaquie
- 1997-2002 : CD Tenerife  Espagne
  - 2000-2001 : Slovan Bratislava  Slovaquie (prêt)
- 2002-2003 : Slovan Liberec  Tchéquie
- 2004-2005 : FC Nuremberg  Allemagne
- 2005-2010 : Slovan Bratislava  Slovaquie

## Palmarès joueur
- Avec le Slovan Bratislava
  - Champion de Slovaquie en 1995, 1996, 2009 et 2011
  - Vainqueur de la Coupe de Slovaquie en 1997
- Avec le FC Nuremberg
  - Champion de 2. Bundesliga en 2004

## Sélections
- 20 Sélections avec la  Slovaquie entre 1996 et 2007.

## Carrière entraîneur
- 2012-2013 : Slovan Bratislava  Slovaquie
- 2014 : Slovan Liberec  Tchéquie

## Palmarès entraîneur
- Championnat de Slovaquie : 2013